# Zegama
Zegama (em basco e oficialmente) ou Cegama (em castelhano) é um município da Espanha na província de Guipúscoa, comunidade autónoma do País Basco, de área 35,07 km² com população de 1 407 habitantes (2007) e densidade populacional de 37,23 hab/km².

## Demografia
| Variação demográfica do município entre 1991 e 2004 | Variação demográfica do município entre 1991 e 2004 | Variação demográfica do município entre 1991 e 2004 | Variação demográfica do município entre 1991 e 2004 |
| --------------------------------------------------- | --------------------------------------------------- | --------------------------------------------------- | --------------------------------------------------- |
| 1991                                                | 1996                                                | 2001                                                | 2004                                                |
| 1399                                                | 1348                                                | 1294                                                | 1307                                                |